# 2014~2015년 남서인도양 사이클론
2014~2015년 남서인도양 사이클론 (2013~2014 South-West Indian Ocean cyclone season)은 남서인도양에서 2014년 11월부터 2015년 4월까지 발생할 것으로 예측되는 사이클론들의 활동에 대해 기록한 문서이다.

## 활동한 사이클론

### 제3호 약한 열대 저기압 바쿵
이 저기압은 오스트레일리아 근해에서 12월 13일 넘어왔으나, 곧바로 저기압으로 지정되었고, 곧 소멸하였다.

### 제4호 강한 사이클론케이트
사이클론 케이트는 호주근해에서 2014년 12월 30일에 이동하였다.

## 같이 보기
- 2014년 북인도양 사이클론, 2015년 북인도양 사이클론
- 2014~2015년 남태평양 사이클론
- 2014~2015년 오스트레일리아 근해 사이클론